# Мухаммад Рагіл
Мухаммад Рагіл (народився 8 травня 2005) — індонезійський професійний футболіст, центральний нападник клубу Ліги 2 Бхаянгкара.

## Бхаянгкара
Вихованець молодіжної академії «Бхаянгкара», Рагіл дебютував у Лізі 1 у складі «Бхаянгкара» в матчі, програному з рахунком 1:3 проти PSIS Semarang 3 липня 2023 року, виступаючи в стартовому складі. У цьому матчі він також забив свій перший гол.

## Збірна Індонезії
Рагіл був викликаний тренером Індрою Сьяфрі до збірної Індонезії U20 для участі в турнірі Моріса Ревелло 2024 року.

## Інтернет-ресурси
- Профіль футболіста на сайті soccerway.com (англ.) (нім.)